# Schlotheim–Leuchtenburg-Störungszone

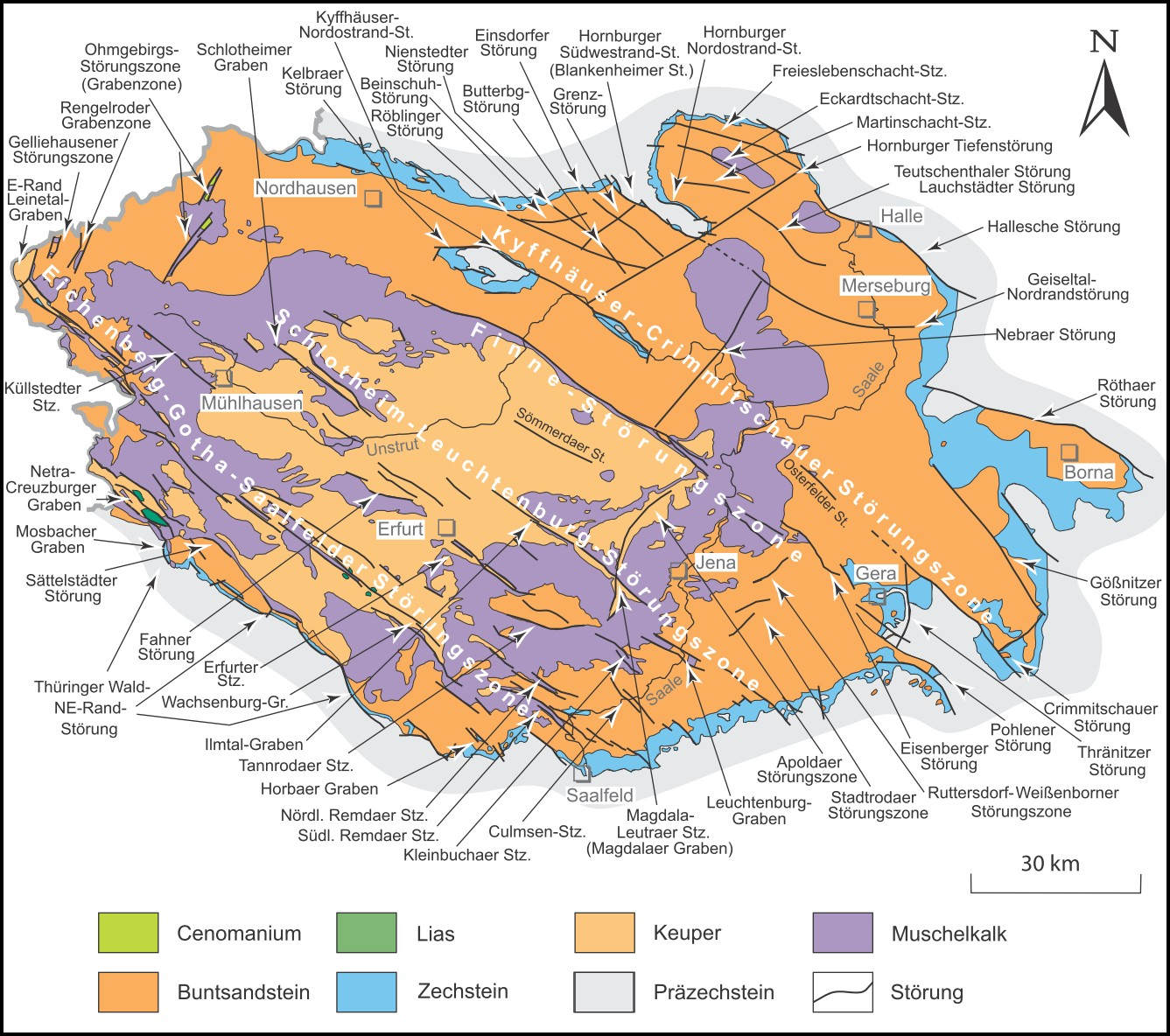
Die Schlotheim–Leuchtenburg–Störungszone im Zentrum des Thüringer Beckens

Die Schlotheim–Leuchtenburg–Störungszone ist eine hercynisch, d. h. von Nordwest nach Südost, durchs Thüringer Becken und seine südöstlichen Randplatten verlaufende geologische Störungszone. Sie reicht von nordwestlich Schlotheims im Unstrut-Hainich-Kreis bis südöstlich der Leuchtenburg im Saale-Holzland-Kreis in Seitenroda, wird jedoch im innerthüringischen Keuperbecken für eine Strecke von etwa 35 Kilometern unterbrochen. Südöstlich der Leuchtenburg treten weitere hercynische Störungslinien auf, die sich z. T. bis ins Thüringer Schiefergebirge ziehen.
Die Störungszone trennt die beiden Hauptschollen des Thüringer Beckens, die Bleicherode–Stadtrodaer Scholle im Nordosten und die Mühlhausen–Orlamünder Scholle im Südwesten.

## Gliederung
Die Schlotheim–Leuchtenburg–Störungszone teilt sich in der Hauptsache in drei Teil-Störungszonen, die räumlich voneinander getrennt sind.

### Nordwesten
Den Nordwesten der Störungszone nimmt der Schlotheimer Graben ein, der entlang der Notter von Obermehler bis Schlotheim, ab dort flussaufwärts entlang des Marolteroder Baches und weiter bachabwärts entlang des Schambach-Oberlaufes Fernebach bis Bruchstedt verläuft. Der eigentliche Graben wird im Nordwesten vom Volkenroder Wald, im weiteren Verlauf von den Heilinger Höhen flankiert. Diese Anhöhen des Oberen Muschelkalks fallen zum eigentlichen Graben in einer steilen Schichtstufe ab.

### Kernzone
Erst 35 km südöstlich des Südostendes des Schlotheimer Grabens beginnt das Kerngebiet der Schlotheim–Leuchtenburg–Störungszone mit dem Ilmtal-Graben, dessen Nordwesten am Fuße des Ettersbergs beginnt. Er verläuft, entgegen seinem Namen, nicht entlang des Ilm, sondern verlängert deren Tal bei Weimar nach Nordwesten. Die  Füllung  des Grabens besteht aus Keuper, der von Oberem Muschelkalk flankiert ist. Die Nordostflanke fällt mit der steilen Südwestflanke des  Ettersbergs zusammen.
Mitten im Stadtgebiet Weimars geht der Ilmtal-Graben in den Magdalaer Graben über, der dem Verlauf der Ilm von Weimar aus flussaufwärts bis oberhalb Mellingens und dann bachaufwärts der Magdel über Magdala bis zum Ortsteil Göttern folgt, wo der Graben nach Südosten in etwa an der Kreisgrenze des Landkreises Weimarer Land zum Saale-Holzland-Kreis ausläuft.
In seiner Struktur ist der Magdaler Graben dem Ilmtal-Graben recht ähnlich.
Nordwestlich Magdalas wird der Magdaler Graben von der bachaufwärts des Herressener Baches von Apolda im Nordnordosten kommenden Apoldaer Störungszone stumpfwinklig gekreuzt. Diese folgt südlich Götterns dem Oberlauf der Magdel nach Südsüdwesten bis etwa Loßnitz im äußersten Osten Blankenhains.
Die Leutraer Störungszone, die sich im Westen des Saale-Holzland-Kreises und im Südwesten der Stadt Jena (Ortsteil Leutra) anschließt, unterscheidet sich in ihrer Struktur deutlich von den beiden Gräben. Sie flankiert nicht etwa den Lauf des der Saale nach Osten zufließenden Baches Leutra, sondern kreuzt ihn in diversen, hercynisch parallelen Störungslinien. Südöstliche Ausläufer der Störung finden sich, in einiger Entfernung, auch rechts der Saale.
Als Oberflächenform treten die Teilstörungen kaum in Erscheinung.
Die Kernzone der Schlotheim–Leuchtenburg–Störungszone teilt insbesondere die Ilm-Saale-Platte in die eigentliche Ilm-Saale-Platte im Südwesten und die Jenaer Scholle im Nordosten. Letztere tritt nach Osten auch in markanten Höhenzügen wie der Wöllmisse und dem Hufeisen über die Saale; sie wird nach Westen durch die Apoldaer Störungszone begrenzt. 
Orographische Grenze zwischen beiden Teilplatten sind in etwa die Ilm, die Magdel bachaufwärts bis Göttern und die A 4, welche zur Saale hin der Leutra folgt.

### Südosten
Der nach der Leuchtenburg benannte Leuchtenburg-Graben verläuft, beiderseits der Saale bei Kahla, südlich parallel zur Leutraer Störungszone und ihren Südost-Ausläufern. Anders als diese stellt er jedoch eine weitgehend zusammenhängende Einheit dar.
Die Grabenfüllung besteht in der Hauptsache aus Muschelkalk, seine Flankierung aus Buntsandstein.
Die Störungslinie des Leuchtenburg-Grabens erfährt nach Südosten nach einiger Unterbrechung einige Fortsetzungen, die bis ins Ostthüringer Schiefergebirge reichen. Diese sind größtenteils nur als schwächere Flexuren ausgebildet (siehe obige Karte – in den „strengeren“ hydrogeologischen Karten von TLUG Jena sind innerhalb dieser Fortsetzungen nur stärkere Verwerfungen eingezeichnet).